# Native Title Act 1993
De Native Title Act 1993 is een Australische wet op grond waarvan Aboriginal mensen en Straat Torres-eilanders zogenoemde native-title-rechten kunnen claimen. Ze is gebaseerd op de uitspraak in de zaak Mabo v Queensland (No 2).

## Reactie op Mabo
Met name de mijnbouwindustrie en de landbouwsector reageerden hevig op de uitspraak. Zij zagen hun pachtverdragen en mijnbouwvergunningen in gevaar. De regering van West-Australië gaf al vroeg te kennen niet akkoord te gaan met nationale native-title-wetgeving. De toenmalige premier van de deelstaat, Richard Court, vertelde in 2012 in een interview:
“We were a large state - one third of the Australian land mass - and only seven per cent of our state was freehold land, so most of the rest could be claimed under this new concept of "native title".”
De toenmalige premier van Australië, Paul Keating, gaf in hetzelfde interview aan dat de deelstaten landrechten als hun domein betrachtten. "[...] they didn't want the Commonwealth in there really at all. Land management was for them."

## Red Centre Meeting
Begin april 1993 kwamen Aboriginal leiders, juristen en academici bijeen in Alice Springs om de positie te bespreken die zij wilden innemen tijdens de onderhandelingen met de federale regering over native-title-wetgeving. Tijdens de discussies ontstonden er twee groepen die later het A-team en het B-team werden genoemd. 
Het A-team, aangevoerd door Noel Pearson, streefde naar overkoepelende federale wetgeving die zich nauw aan het Mabo-vonnis oriënteerde. Deze positie kwam voort uit de angst dat de afzonderlijke staten onder druk van de mijnbouwlobby een weg zouden vinden om native-title-rechten met aparte wetgeving op te heffen. Het team stelde zich tevreden met minimale rechten die uit de Mabo-zaak voortvloeiden. Het A-team vertegenwoordigde vooral de Aboriginals uit het noorden van Australië.
Het B-team, waarin Rob Riley een centrale rol speelde, zocht een oplossing die niet alleen native title over land omvatte, maar ook compensatie voor verloren land. Het team vertegenwoordigde vooral de Aboriginals uit het zuiden van Australië, waar de kolonisatie het eerst begon en waar de onteigening het verst is voortgeschreden.

## McArthur River mijnbouwproject
Op 24 mei presenteerden Aboriginal vertegenwoordigers een 8-puntenplan aan premier Keating. Zij hadden veel vertrouwen in Keating, omdat hij de enige premier was die openlijk begrip toonde voor de moeilijke strijd die de Aboriginal volkeren voerden voor hun rechten. Een half jaar eerder had hij zijn beroemde Redfern speech gehouden, waarin hij de blanke Australiërs op hun verantwoordelijkheden tegenover de Aboriginal bevolking wees. 
Op 26 mei accepteerde Keating speciale wetgeving van het Noordelijk Territorium voor het bevorderen van een mijnbouwproject bij McArthur River. Het ging om de grootste lood-, zink- en zilvermijn ter wereld met een jaarlijkse omzet van $300 miljoen. De wet was zo opgesteld dat hij elke claim op basis van het Mabo-oordeel of toekomstige native-title-wetgeving terzijde zou schuiven. Uit overheidscorrespondentie werd later duidelijk dat de federale regering bereid was om in te grijpen, wanneer de geldigheid van de McArthur River-wetgeving zou worden aangevochten.
Rob Riley reageerde als volgt tegenover de pers:
“[…] when this deal was done on McArthur River, not only did Paul Keating kick Aboriginal people in the guts, but he lost the opportunity of being recorded in history as the Prime Minister able to address the social justice issues concerning Aboriginal people.”
De Northern Land Council, een speciaal Aboriginal orgaan dat bij landrechtenkwesties de belangen van traditionele eigenaren behartigt, onderhandelde al enkele weken over het mijnbouwproject met Mount Isa Mines (MIM) en het Noordelijk Territorium. De Aboriginal groepen waren niet tegen de ontwikkeling van de mijn, maar wilden dat dit onder bepaalde voorwaarden gebeurde waarbij rekening werd gehouden met hun belangen. Door de beslissing van Keating werden zij buiten spel gezet.

## Onderhandelingen over wetgeving
De beslissing met betrekking tot McArthur River was van grote invloed op de verdere onderhandelingen over native-title-wetgeving. Uit angst dat de Aboriginal volkeren uiteindelijk met lege handen zouden achterblijven, trok het A-team de onderhandelingen naar zich toe en voerde directe gesprekken met de federale regering. 
De belangrijkste punten die overeen werden gekomen waren:
- erkenning van native-title-rechten
- regeling voor reeds gesloten eigendomsovereenkomsten die mogelijk ongeldig zijn, omdat er native-title-rechten bestaan
- regeling voor de bescherming van native-title-rechten in de toekomst en speciale voorwaarden aan wetten die van invloed zijn op native title
- proces voor het claimen van native title
- speciaal trustfonds voor Aboriginal mensen die zijn onteigend en geen native-title-rechten kunnen claimen[4]

De Australian Greens ondersteunden de Aboriginal onderhandelaars en wisten in het latere wetsontwerp nog twee belangrijke punten te regelen:
- speciale onderhandelingsrechten
- geen regeling voor pachtland (of native title geldend kan worden gemaakt over pachtland wilde men aan rechters overlaten)[5]

Op 1 januari 1994 werd de wet van kracht.

## Native Title Act
In de wet is vastgelegd aan welke voorwaarden een native-title-claim moet voldoen:
- de personen die een claim indienen en ook eerdere generaties moeten een relatie met het land hebben
- de relatie met het land moet voortvloeien uit traditionele wetten en gebruiken
- de personen die een claim indienen moeten in overeenstemming met die traditionele wetten nog steeds native title over het land hebben

In de wet is verder onder andere het volgende vastgelegd:
- richtlijnen om te bepalen of native title geldend kan worden gemaakt
- regels voor compensatie wanneer native title is uitgewist
- het recht van native-title-houders of personen die een claim hebben ingediend om geconsulteerd te worden en in sommige gevallen om deel te nemen aan besluiten over activiteiten op land
- een proces voor het claimen van native title
- de rol en functies van het National Native Title Tribunal (NNTT), een orgaan waar claims moeten worden geregistreerd en dat bepaalt of deze aan de voorwaarden voldoen om een proces bij de federale rechtbank te starten